# Marie von Oranien-Nassau

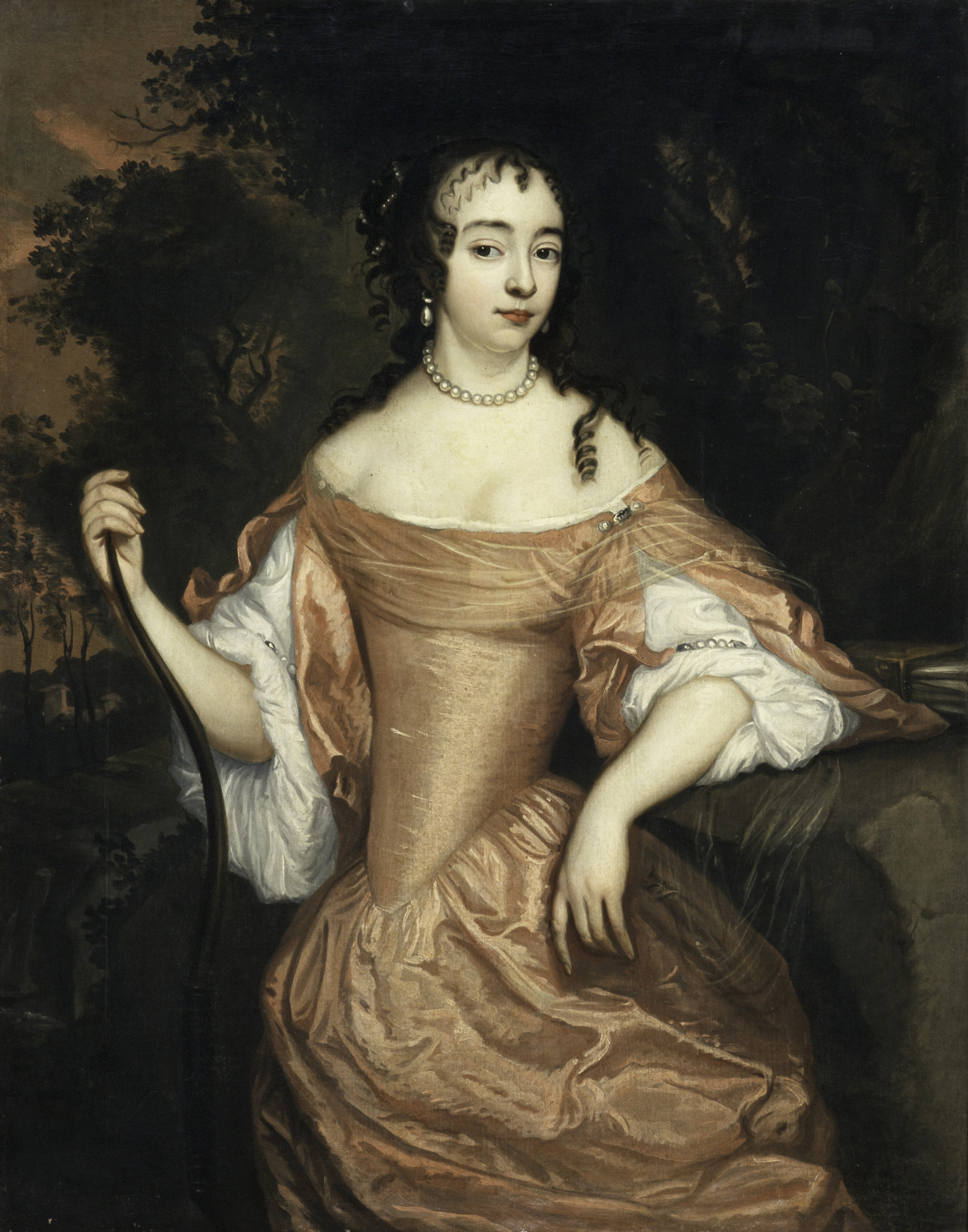
Prinzessin Marie von Oranien-Nassau, spätere Pfalzgräfin von Simmern

Marie von Oranien-Nassau (* 5. September 1642 in Den Haag; † 20. März 1688 in Kreuznach) war eine niederländische Prinzessin aus dem Haus Oranien und durch Heirat Pfalzgräfin von Simmern.

## Leben

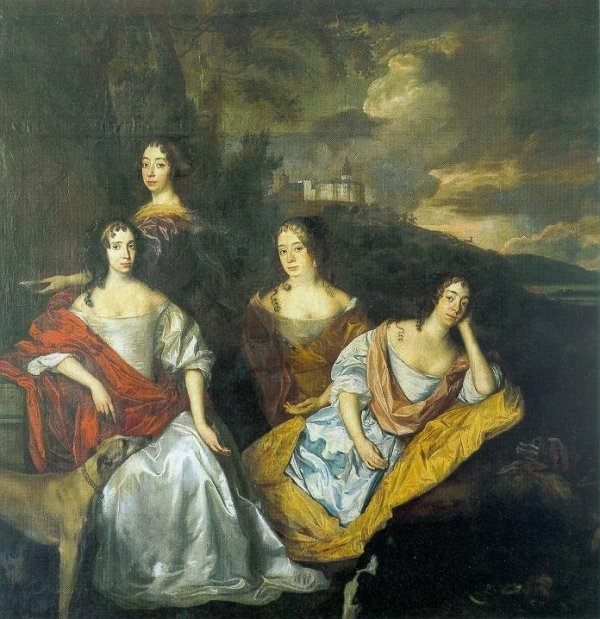
Jan Mijtens: Bildnis der Töchter Friedrich Heinrichs von Oranien, Öl auf Leinwand, datiert 1666, Anhaltische Gemäldegalerie, Dessau

Marie war die jüngste Tochter des Prinzen Friedrich Heinrich von Oranien und dessen Gemahlin Gräfin Amalie zu Solms-Braunfels. Ihr Vater, der bei ihrer Geburt schon in hohem Alter stand, starb als Marie vier Jahre alt war.
Im Jahre 1660 begannen Verhandlungen einer Ehe der Prinzessin, die eine Tante des späteren englischen Königs Wilhelm III. war, mit König Karl II. von England. Dieser heiratete aber eine Prinzessin aus Portugal, das sich um diese Zeit mit Spanien im Krieg befand. Ein Jahr später wurde, ebenfalls erfolglos, über eine Ehe mit Fürst Johann Moritz von Nassau-Siegen beraten.
Am 13. Septemberjul. / 23. September 1666greg. heiratete sie in Kleve schließlich Pfalzgraf Ludwig Heinrich Moritz von Simmern (1640–1674), Sohn des Ludwig Philipp von Pfalz-Simmern und ein Enkel ihrer Tante Luise Juliana von Oranien-Nassau. Wie bei ihren Schwestern sollte die Eheschließung das familiäre Netz der kalvinistischen Reichsfürsten enger knüpfen. Anlässlich dieser Familienzusammenführung entstand das berühmte Jan-Mijtens-Gemälde der Töchter Friedrich Heinrichs von Oranien vor Kleve.
Wie ihre Schwestern Luise Henriette mit Oranienburg, Albertine Agnes mit Oranienstein, Henriette Catharina mit Oranienbaum, ließ auch Marie ihren Witwensitz bei Kreuznach, den ehemaligen Pfalz-Simmerer Fürstenhof in der Neustadt, um 1669 in ein „Schloss Oranienhof“ umgestalten. Dieses wurde allerdings bereits 1689 wieder zerstört.
Die 8-jährige Ehe Maries blieb kinderlos und mit dem Tod ihres Mannes erlosch die Linie Simmern-Kaiserslautern. Mit ihren zwei verbliebenen Schwestern stand Marie in reger Korrespondenz. Sie starb 1688 nach sechstägiger Krankheit an einer Lungenentzündung.